# Хатидзё (округ)
Округ Хатидзё (яп. 八丈支庁 Хатидзё:-ситё:) — округ в составе Токио.
Территория округа состоит из нескольких островов в составе архипелага Идзу. К юрисдикции округа относятся следующие населённые пункты:
- Посёлок Хатидзё, расположенный на островах Хатидзёдзима и Хатидзёкодзима,
- Село Аогасима на острове Аогасима

Также к юрисдикции округа относятся четыре самых южных необитаемых острова архипелага Идзу (они не принадлежат ни к какому муниципалитету, так как Хатидзё и Аогасима оспаривают их друг у друга):
- Скалы Беёнесу
- Остров Смита
- Остров Панафидина
- Софу-ива